# Puja (hinduísmo)

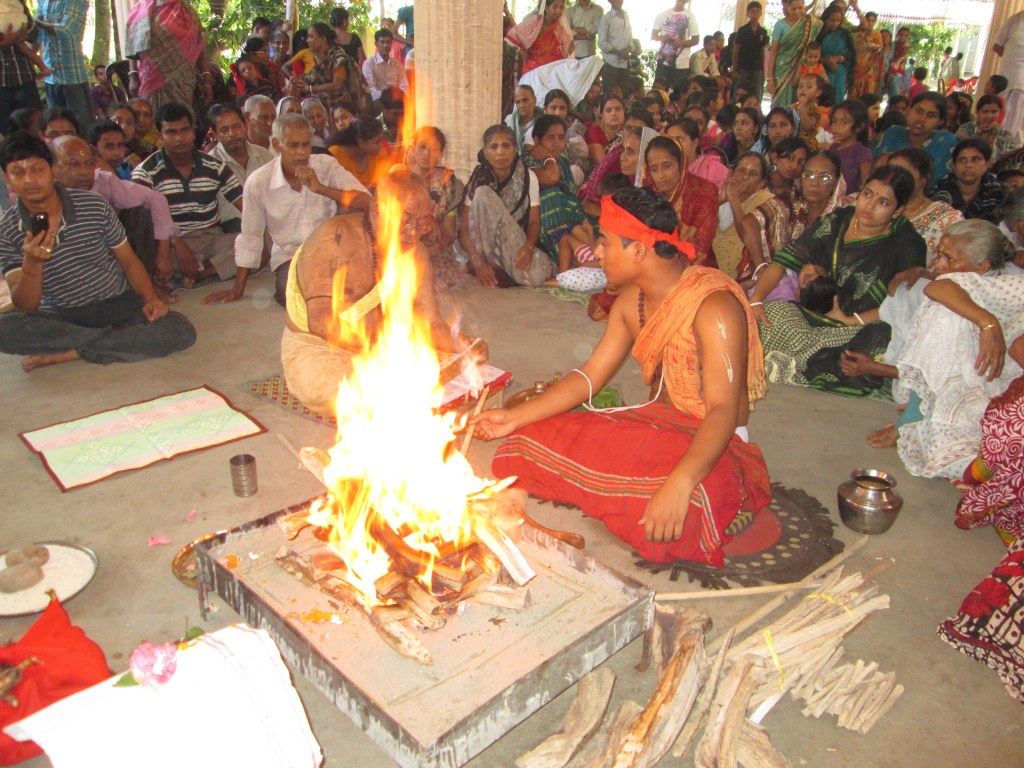
Puja de Durga em progresso

Puja ou pooja (em sânscrito:  पूजा) é um ritual de adoração celebrado por hindus, budistas e jainistas para oferecer devoção e realizar pedidos para uma ou mais dividades. Estas cerimônias honram ou celebram a presença de convidados especiais, como deuses, navagrahas, mestres e a memória dos ancestrais já falecidos. A palavra pūjā vem do sânscrito e significa honra, reverência, adoração e homenagem. Muitas vezes estes ritos são acompanhados do oferecimento de luzes, flores, água, comida e fogo para a dividade. Essa interação entre ser humano e deidade, e também entre mestre e discípulo é chamada de darshan.
No hinduísmo, a prática do puja é realizada nas mais variadas ocasiões, frequências e formas. Alguns realizam cerimônias caseiras diárias, ou ocasionalmente vão aos templos e em festivais para realizar. O puja marca muitos eventos importantes na vida, como o nascimento de uma criança ou um casamento. Em alguns templos, vários pujas são realizados diariamente, enquanto em outros são uma prática ocasional. A prática de pujas e yajnas está também intimamente ligada à astrologia védica, como mais um recurso para apaziguar os planetas em certos casos. 

## Etimologia
A palavra "Puja" possui origens pouco específicas. J. A. B. van Buitenen argumenta que a palavra emergiu dos rituais de yajna, especialmente o rito védico de Pravargya. No Rigveda no hino 8.17 existe o uso da palavra "Sachipujanayam" (शाचिपूजनायं) no verso 20, onde existe um epiteto do deus Indra em um contexto de vocativo singular com o sentido de "adoração". O antigo erudito e comentarista do texto védico Sāyana explica que o termo tem o sentido de designar uma forma de "adoração, culto e invocação". Nos Grhyasutras o termo puj é usado como um sinônimo de ritos, da mesma forma que faz o erudito.
De acordo com Natalia Lidova, puja não é um palavra de origem indo-ariana e sim dravidiana, por não possuir uma raiz sânscrita e ser compatível com palavras dos idiomas que derivaram deste tronco linguístico,  Collins e Charpentier concordam que o termo viria de "Pu" (flores) e "ge" (executar), ou seja, uma forma de sacrificar flores às divindades.